# Serie A1 2009-2010 (pallacanestro femminile)
Il campionato di Serie A1 di pallacanestro femminile 2009-2010 è stato il settantanovesimo organizzato in Italia.
Il campionato si è concluso con la vittoria in finale della Cras Taranto sulla Famila Wüber Schio per 3-2. Le pugliesi si confermano campionesse d'Italia, conquistando il terzo scudetto in otto anni.

## Regolamento
Le squadre classificate dal primo all'ottavo posto al termine della regular season si sono qualificate ai play-off per l'assegnazione dello scudetto, mentre le squadre classificate dal nono al dodicesimo posto hanno partecipato ai play-out per determinare la squadra che retrocede in Serie A2.

## Squadre partecipanti
Il campionato si riduce a dodici squadre, dopo la retrocessione della Gescom Viterbo e della Banco di Sicilia Ribera.
| Squadra                        | Allenatore                                                                             | Campo di gioco                            | Risultato stagione 2008-09 |
| ------------------------------ | -------------------------------------------------------------------------------------- | ----------------------------------------- | -------------------------- |
| Pool Comense                   | Dragomir Bukvič                                                                        | PalaSampietro di Casnate con Bernate (CO) | 8º Posto in Serie A1       |
| Club Atletico Faenza           | Paolo Rossi                                                                            | PalaMokador di Faenza (RA)                | 4º Posto in Serie A1       |
| Seral Wall Livorno             | Cinzia Piazza                                                                          | PalaMacchia di Livorno                    | 12º Posto in Serie A1      |
| Napoli Basket Vomero           | Mariano Gentile (fino al 30 novembre 2009) Claudio Agresti (dal 1º dicembre 2009)      | PalaBarbuto di Napoli                     | 9º Posto in Serie A1       |
| Lavezzini Parma                | Stefano Michelini (fino al 16 febbraio 2010) - Mauro Procaccini (dal 16 febbraio 2010) | PalaCiti di Parma                         | 5º Posto in Serie A1       |
| GMA Pozzuoli                   | Carlo Fulvio Palumbo                                                                   | PalaErrico di Pozzuoli (NA)               | 11º Posto in Serie A1      |
| Erg Power&Gas Priolo           | Santino Coppa                                                                          | PalaEnichem di Priolo Gargallo (SR)       | 7º Posto in Serie A1       |
| Famila Wüber Schio             | Sandro Orlando                                                                         | PalaCampagnola di Schio (VI)              | 2º Posto in Serie A1       |
| Bracco Geas Sesto San Giovanni | Roberto Galli (fino al 13 dicembre 2009) Walter Montini (dal 14 dicembre 2009)         | PalaAllende di Cinisello Balsamo (MI)     | 6º Posto in Serie A1       |
| Cras Taranto                   | Roberto Ricchini                                                                       | PalaMazzola di Taranto                    | 1º Posto in Serie A1       |
| Liomatic Umbertide             | Lorenzo Serventi                                                                       | PalaMorandi di Umbertide (PG)             | 10º Posto in Serie A1      |
| Umana Venezia                  | Eugenio Dalmasson                                                                      | Palasport Taliercio di Mestre (VE)        | 3º Posto in Serie A1       |

## Stagione regolare

### Classifica
|  |     | Classifica 2009-2010     | Pt | G  | V  | P  | CF   | CS   | Dif  |
|  | --- | ------------------------ | -- | -- | -- | -- | ---- | ---- | ---- |
|  | 1.  | Taranto Cras Basket      | 42 | 22 | 21 | 1  | 1526 | 1286 | +240 |
|  | 2.  | Club Atletico Faenza     | 34 | 22 | 17 | 5  | 1546 | 1326 | +220 |
|  | 3.  | Famila Wüber Schio       | 32 | 22 | 16 | 6  | 1542 | 1369 | +173 |
|  | 4.  | Umana Venezia            | 28 | 22 | 14 | 8  | 1506 | 1333 | +173 |
|  | 5.  | Erg Power&Gas Priolo     | 26 | 22 | 13 | 9  | 1504 | 1425 | +79  |
|  | 6.  | Pool Comense             | 20 | 22 | 10 | 12 | 1358 | 1446 | -88  |
|  | 7.  | Bracco Geas S.S.Giovanni | 20 | 22 | 10 | 12 | 1407 | 1447 | -40  |
|  | 8.  | Liomatic Umbertide       | 16 | 22 | 8  | 14 | 1326 | 1359 | -33  |
|  | 9.  | Lavezzini Parma          | 14 | 22 | 7  | 15 | 1258 | 1347 | -89  |
|  | 10. | GMA Pozzuoli             | 12 | 22 | 6  | 16 | 1336 | 1500 | -164 |
|  | 11. | Seral Wall Livorno       | 12 | 22 | 6  | 16 | 1228 | 1439 | -211 |
|  | 12. | Napoli Basket Vomero     | 8  | 22 | 4  | 18 | 1334 | 1594 | -260 |

### Risultati
| Prima giornata |                      |          |
| 11-10-09       |                      | 10-01-10 |
| 78-54          | Umbertide-Napoli     | 79-71    |
| 0-20           | Pozzuoli-Parma       | 80-69    |
| 70-46          | Taranto-Como         | 75-60    |
| 73-65          | Priolo-Schio         | 72-77    |
| 75-53          | Venezia-Livorno      | 81-44    |
| 56-61          | Faenza-S.S. Giovanni | 75-58    |

| Seconda giornata |                       |          |
| 18-10-09         |                       | 17-01-10 |
| 79-67            | S.S. Giovanni-Venezia | 56-70    |
| 67-76            | Parma-Faenza          | 58-62    |
| 20-0             | Como-Pozzuoli         | 66-82    |
| 90-60            | Schio-Umbertide       | 49-44    |
| 59-70            | Napoli-Priolo         | 61-85    |
| 52-73            | Livorno-Taranto       | 52-73    |

| Terza giornata |                     |          |
| 25-10-09       |                     | 24-01-10 |
| 96-60          | Faenza-Pozzuoli     | 85-71    |
| 74-92          | S.S. Giovanni-Schio | 64-63    |
| 72-77          | Priolo-Taranto      | 62-74    |
| 41-63          | Napoli-Livorno      | 62-81    |
| 68-51          | Venezia-Como        | 66-67    |
| 57-64          | Umbertide-Parma     | 52-61    |

| Quarta giornata |                     |          |
| 01-11-09        |                     | 07-02-10 |
| 48-44           | Parma-S.S. Giovanni | 55-75    |
| 60-87           | Como-Faenza         | 53-65    |
| 96-97           | Pozzuoli-Venezia    | 59-81    |
| 75-59           | Schio-Napoli        | 66-58    |
| 63-41           | Taranto-Umbertide   | 73-62    |
| 58-67           | Livorno-Priolo      | 52-76    |

| Quinta giornata |                        |          |
| 08-11-09        |                        | 14-02-10 |
| 68-77           | S.S. Giovanni-Pozzuoli | 63-57    |
| 64-54           | Priolo-Como            | 84-76    |
| 47-56           | Napoli-Taranto         | 67-81    |
| 43-66           | Livorno-Schio          | 64-72    |
| 71-62           | Venezia-Parma          | 73-43    |
| 65-68           | Umbertide-Faenza       | 44-64    |

| Sesta giornata |                       |          |
| 15-11-09       |                       | 21-02-10 |
| 66-60          | Faenza-Venezia        | 56-60    |
| 55-54          | Parma-Livorno         | 53-55    |
| 69-60          | Pozzuoli-Napoli       | 68-70    |
| 89-57          | Schio-Como            | 61-71    |
| 73-60          | Taranto-S.S. Giovanni | 59-52    |
| 55-48          | Umbertide-Priolo      | 68-73    |

| Settima giornata |                      |          |
| 22-11-09         |                      | 28-02-10 |
| 76-71            | Como-Parma           | 66-59    |
| 65-78            | Priolo-Faenza        | 64-69    |
| 70-79            | Napoli-S.S. Giovanni | 49-74    |
| 81-68            | Taranto-Schio        | 61-74    |
| 64-60            | Livorno-Pozzuoli     | 51-60    |
| 61-51            | Venezia-Umbertide    | 39-62    |

| Ottava giornata |                    |          |
| 28-11-09        |                    | 14-03-10 |
| 74-42           | Faenza-Napoli      | 81-59    |
| 68-62           | S.S. Giovanni-Como | 61-75    |
| 49-59           | Parma-Schio        | 59-67    |
| 62-65           | Pozzuoli-Taranto   | 53-89    |
| 79-49           | Venezia-Priolo     | 71-62    |
| 58-43           | Umbertide-Livorno  | 53-64    |

| Nona giornata |                      |          |
| 06-12-09      |                      | 21-03-10 |
| 65-59         | Como-Umbertide       | 50-71    |
| 85-64         | Schio-Pozzuoli       | 60-57    |
| 87-58         | Priolo-S.S. Giovanni | 65-52    |
| 58-83         | Napoli-Venezia       | 73-64    |
| 57-52         | Taranto-Parma        | 70-64    |
| 59-65         | Livorno-Faenza       | 46-64    |

| Decima giornata |                         |          |
| 13-12-09        |                         | 28-03-10 |
| 69-74           | Faenza-Taranto          | 70-72    |
| 64-70           | S.S. Giovanni-Umbertide | 62-59    |
| 66-73           | Parma-Napoli            | 69-66    |
| 81-69           | Como-Livorno            | 69-43    |
| 58-71           | Pozzuoli-Priolo         | 70-82    |
| 63-68           | Venezia-Schio           | 76-68    |

| Undicesima giornata |                       |          |
| 20-12-09            |                       | 05-04-10 |
| 69-57               | Schio-Faenza          | 59-63    |
| 73-59               | Priolo-Parma          | 41-55    |
| 64-70               | Napoli-Como           | 71-63    |
| 51-49               | Taranto-Venezia       | 59-52    |
| 57-55               | Livorno-S.S. Giovanni | 61-80    |
| 65-59               | Umbertide-Pozzuoli    | 73-74    |

## Play-out
|  | Semifinali | Semifinali           | Semifinali |                    |    | Finale               | Finale | Finale |  |
|  |            |                      |            |                    |    |                      |        |        |  |
|  | 9          | Lavezzini Parma      | 2          |                    |    |                      |        |        |  |
|  | 9          | Lavezzini Parma      | 2          |                    |    |                      |        |        |  |
|  | 12         | Napoli Basket Vomero | 1          |                    |    |                      |        |        |  |
|  | 12         | Napoli Basket Vomero | 1          |                    | 12 | Napoli Basket Vomero | 2      |        |  |
|  |            |                      |            |                    | 12 | Napoli Basket Vomero | 2      |        |  |
|  |            |                      | 11         | Seral Wall Livorno | 1  |                      |        |        |  |
|  | 10         | GMA Pozzuoli         | 11         | Seral Wall Livorno | 1  | 2                    |        |        |  |
|  | 10         | GMA Pozzuoli         |            |                    |    |                      |        |        |  |
|  | 11         | Seral Wall Livorno   | 0          |                    |    |                      |        |        |  |

### Semifinali

#### (9) Lavezzini Parma vs. (12) Napoli Basket Vomero
| 10 aprile 2010, ore 20:30 | Lavezzini Parma | 64 – 56 | Napoli Basket Vomero | PalaCiti, Parma (PR) |

| 13 aprile 2010, ore 20:30 | Napoli Basket Vomero | 60 – 58 | Lavezzini Parma | PalaBarbuto, Napoli (NA) |

| 17 aprile 2010, ore 20:30 | Lavezzini Parma | 87 – 66 | Napoli Basket Vomero | PalaCiti, Parma (PR) |

#### (10) GMA Pozzuoli vs. (11) Seral Wall Livorno
| 10 aprile 2010, ore 20:30 | GMA Pozzuoli | 59 – 48 | Seral Wall Livorno | Palazzetto dello Sport A. Errico, Pozzuoli (NA) |

| 13 aprile 2010, ore 20:30 | Seral Wall Livorno | 65 – 67 | GMA Pozzuoli | Palasport Bruno Macchia, Livorno (LI) |

### Finali

#### (11) Seral Wall Livorno (12) vs. Napoli Basket Vomero
| 21 aprile 2010, ore 20:30 | Seral Wall Livorno | 55 – 64 | Napoli Basket Vomero | Palasport Bruno Macchia, Livorno (LI) |

| 24 aprile 2010, ore 20:30 | Napoli Basket Vomero | 64 – 74 | Seral Wall Livorno | PalaBarbuto, Napoli (NA) |

| 27 aprile 2010, ore 20:30 | Seral Wall Livorno | 54 – 67 | Napoli Basket Vomero | Palasport Bruno Macchia, Livorno (LI) |

## Play-off
|  | Quarti di finale | Quarti di finale   | Quarti di finale   |                    |                    | Semifinali | Semifinali | Semifinali |  |  | Finali | Finali  | Finali |
|  |                  |                    |                    |                    |                    |            |            |            |  |  |        |         |        |
|  | 1                | Taranto            | 2                  |                    |                    |            |            |            |  |  |        |         |        |
|  | 8                | Liomatic Umbertide | 0                  |                    |                    |            |            |            |  |  |        |         |        |
|  | 8                | Liomatic Umbertide | 0                  |                    | 1                  | Taranto    | 3          |            |  |  |        |         |        |
|  |                  |                    |                    |                    | 1                  | Taranto    | 3          |            |  |  |        |         |        |
|  |                  | 4                  | Umana Venezia      | 0                  |                    |            |            |            |  |  |        |         |        |
|  | 4                | 4                  | Umana Venezia      | 0                  | Umana Venezia      | 2          |            |            |  |  |        |         |        |
|  | 4                |                    |                    |                    | Umana Venezia      | 2          |            |            |  |  |        |         |        |
|  | 5                | Priolo             | 1                  |                    |                    |            |            |            |  |  |        |         |        |
|  |                  |                    |                    |                    |                    |            |            |            |  |  | 1      | Taranto | 3      |
|  |                  |                    | 3                  | Famila Wüber Schio | 2                  |            |            |            |  |  |        |         |        |
|  | 2                | Faenza             | 2                  |                    |                    |            |            |            |  |  |        |         |        |
|  | 7                | Geas S.S.Giovanni  | 0                  |                    |                    |            |            |            |  |  |        |         |        |
|  | 7                | Geas S.S.Giovanni  | 0                  |                    | 2                  | Faenza     | 1          |            |  |  |        |         |        |
|  |                  |                    |                    |                    | 2                  | Faenza     | 1          |            |  |  |        |         |        |
|  |                  | 3                  | Famila Wüber Schio | 3                  |                    |            |            |            |  |  |        |         |        |
|  | 3                | 3                  | Famila Wüber Schio | 3                  | Famila Wüber Schio | 2          |            |            |  |  |        |         |        |
|  | 3                |                    |                    |                    | Famila Wüber Schio | 2          |            |            |  |  |        |         |        |
|  | 6                | Pool Comense       | 1                  |                    |                    |            |            |            |  |  |        |         |        |

### Quarti di finale

#### (1) Taranto Cras Basket vs. (8) Liomatic Umbertide
| 10 aprile 2010, ore 20:30 | Taranto Cras Basket | 81 – 59 | Liomatic Umbertide | PalaMazzola, Taranto (TA) |

| 13 aprile 2010, ore 20:30 | Liomatic Umbertide | 61 – 81 | Taranto Cras Basket | Palazzetto via Morandi, Umbertide (PG) |

#### (2) Faenza vs. (7) Geas S.S.Giovanni
| 10 aprile 2010, ore 20:30 | Faenza | 68 – 56 | Geas S.S.Giovanni | PalaMokador, Faenza (RA) |

| 13 aprile 2010, ore 19:00 | Geas S.S.Giovanni | 61 – 63 | Faenza | Palazzetto S.Allende, Cinisello Balsamo (MI) |

#### (3) Famila Wüber Schio vs. (6) Pool Comense
| 10 aprile 2010, ore 20:30 | Famila Wüber Schio | 83 – 77 | Pool Comense | Palasport Campagnola, Schio (VI) |

| 13 aprile 2010, ore 20:30 | Pool Comense | 63 – 57 | Famila Wüber Schio | PalaSamPietro, Casnate con Bernate (CO) |

| 17 aprile 2010, ore 20:30 | Famila Wüber Schio | 80 – 55 | Pool Comense | Palasport Campagnola, Schio (VI) |

#### (4) Umana Venezia vs. (5) Priolo
| 10 aprile 2010, ore 20:30 | Umana Venezia | 65 – 61 | Priolo | Palasport Taliercio, Mestre (VE) |

| 13 aprile 2010, ore 20:30 | Priolo | 69 – 61 | Umana Venezia | PalaEnichem, Priolo Gargallo (SR) |

| 17 aprile 2010, ore 20:30 | Umana Venezia | 71 – 68 | Priolo | Palasport Taliercio, Mestre (VE) |

### Semifinali

#### (1) Taranto Cras Basket vs. (4) Umana Venezia
| 21 aprile 2010, ore 20:30 | Umana Venezia | 45 – 56 | Taranto Cras Basket | Palasport Taliercio, Mestre (VE) |

| 24 aprile 2010, ore 20:30 | Taranto Cras Basket | 62 – 59 | Umana Venezia | PalaMazzola, Taranto (TA) |

| 27 aprile 2010, ore 20:30 | Taranto Cras Basket | 70 – 57 | Umana Venezia | PalaMazzola, Taranto (TA) |

#### (2) Faenza vs. (3) Famila Wüber Schio
| 21 aprile 2010, ore 20:30 | Famila Wüber Schio | 81 – 67 | Faenza | Palasport Campagnola, Schio (VI) |

| 24 aprile 2010, ore 20:30 | Faenza | 69 – 67 | Famila Wüber Schio | PalaMokador, Faenza (RA) |

| 27 aprile 2010, ore 20:30 | Faenza | 60 – 66 | Famila Wüber Schio | PalaMokador, Faenza (RA) |

| 29 aprile 2010, ore 20:30 | Famila Wüber Schio | 67 – 59 | Faenza | Palasport Campagnola, Schio (VI) |

### Finali

#### (1) Taranto Cras Basket vs. (3) Famila Wüber Schio
| 5 maggio 2010, ore 20:30 | Famila Wüber Schio | 58 – 66 | Taranto Cras Basket | Palasport Campagnola, Schio (VI) |

| 8 maggio 2010, ore 20:30 | Taranto Cras Basket | 68 – 58 | Famila Wüber Schio | PalaMazzola, Taranto (TA) |

| 11 maggio 2010, ore 20:30 | Taranto Cras Basket | 62 – 69 | Famila Wüber Schio | PalaMazzola, Taranto (TA) |

| 13 maggio 2010, ore 20:30 | Famila Wüber Schio | 56 – 53 | Taranto Cras Basket | Palasport Campagnola, Schio (VI) |

| 16 maggio 2010, ore 18:00 | Taranto Cras Basket | 64 – 52 | Famila Wüber Schio | PalaMazzola, Taranto (TA) |

## Squadra campione
| Campione d'Italia 2010            |
| --------------------------------- |
| Taranto Cras Basket ( 3º titolo ) |

## Verdetti
- Campione d'Italia:  Taranto Cras Basket
Formazione: Megan Mahoney, Valentina Siccardi, Martina Dimonte, Angela Gianolla, Anna Zimerle, Sara Giauro, Ilisaine Karen David, Jami Montagnino, Kathy Wambe, Élodie Godin, Flávia Prado, Rebekkah Brunson, Anna Maria Oliva, Michelle Greco. Allenatore: Roberto Ricchini[6]
- Vincitrice Coppa Italia:  Famila Wüber Schio
- Vincitrice Supercoppa:  Taranto Cras Basket
- Retrocessa in serie A2: Seral Wall Livorno